# 長毛角蚜
長毛角蚜（学名：Rhopalosiphum rufiabdominalis）为常蚜科縊管蚜屬下的一个种。